# Gia
Gia（ギア、1988年 -）は、日本のイラストレーター、キャラクターデザイナー。フリーのイラストレーターとして活動。

## 概要
メカと女の子を融合させたメカ娘を中心にイラストを投稿している。現在はソーシャルゲームのイラストや書籍など、ジャンルを問わず活動している。

## 作品リスト

### 参考書籍
- 先輩絵師に学ぶお絵描きテクニック パソコンでイラストを描こう！ メカロボット編 アスキー・メディアワークス 2011年5月24日発売　ISBN 978-4048700764 　-メイキングイラスト
- 図説 自転車少女 ―スポーツバイクはじめました― 幻冬舎　2011年6月30日発売　ISBN 978-4344822535 　-一部挿絵担当
- 図説　スーパーカー少女 ～大萌え超車だもの～ 幻冬舎　2011年10月28日発売　ISBN 978-4344822962 　-一部挿絵担当
- スチームパンク世界の書き方 エムディエヌコーポレーション 2015年8月28日発売  ISBN 978-4844365211 -女の子と巨大なリボルバー　メイキングイラスト

### イラスト
- ダンジョンシーカー  2015年7月22日発売　アルファポリス ISBN 978-4434208942 -カバーイラスト、挿絵担当
- ダンジョンシーカー2 2015年11月発売 アルファポリス ISBN 978-4434213359 -カバーイラスト、挿絵担当
- ダンジョンシーカー3 2016年3月発売 アルファポリス ISBN 978-4434217524 -カバーイラスト、挿絵担当
- ダンジョンシーカー4 2016年9月発売 アルファポリス ISBN 978-4434224522 -カバーイラスト、挿絵担当
- ダンジョンシーカー5 2017年3月発売 アルファポリス ISBN 978-4434231384 -カバーイラスト、挿絵担当
- ダンジョンシーカー6 2017年10月発売 アルファポリス ISBN 978-4434239243 -カバーイラスト、挿絵担当